# Biest (Weert)

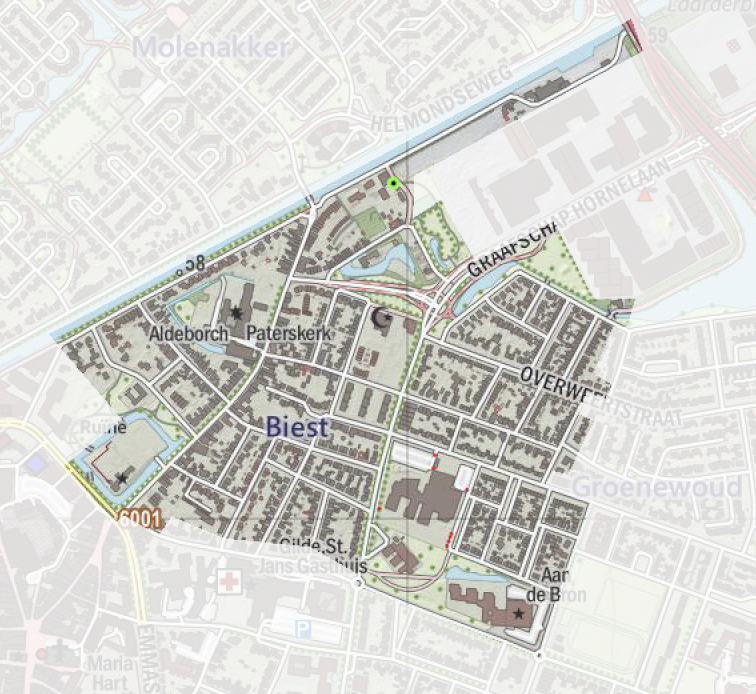
Kaart van (de) Biest (2022)

De Biest (Limburgs: De Beest) is een wijk van de stad Weert.
De wijk ligt ten noordoosten van het centrum. Belangrijke gebouwen zijn onder andere:
- Kasteel Nijenborgh, tegenwoordig de locatie van het Huis Op de Biest;
- Minderbroedersklooster met Paterskerk en Sint-Franciscuskerk;
- Het voormalig gemeentemuseum De Tiendschuur.

## Geschiedenis
Het oudste gebouw in de wijk zijn de resten van het oude kasteel Aldenborgh, waarop het huidige franciscaner klooster gebouwd is. Het kasteel werd in 1703 verwoest, maar was toen al lang buiten gebruik. Door scheuren in de muren van het kasteel en verzakkingen was het kasteel onbewoonbaar geworden. Een nieuw kasteel werd gebouwd aan het begin van de Biest, nabij de Hoogpoort. Het kasteel werd de woonplaats van de graven van Horne tot het in de Spaanse Successieoorlog in 1702 werd verwoest. Delen van de ommuring en resten van de poort zijn nog over.
Na de aanleg van de Zuid-Willemsvaart en de IJzeren Rijn begon Weert zich aan het einde van de negentiende eeuw zich te ontwikkelen tot een industriestad. Door bevolkingsaanwas vonden in 1905 de eerste uitbreidingen buiten de historische binnenstad plaats en werden er 'ouderenhuizen' gebouwd in de Boermansstraat. Deze moesten al voor de Tweede Wereldoorlog plaatsmaken voor het nieuwe ziekenhuis, het Sint Jans Gasthuis, dat aan de Boerhaavestraat op de Biest zijn huidige locatie kreeg. Later volgde de bouw van verscheidene statige herenhuizen aan de hoofdstraat van de Biest, zoals Villa Karelke, tegenwoordig een rijksmonument. Hierdoor groeide de Biest in de jaren 30 van de twintigste eeuw uit tot een van de eerste wijken buiten de binnenstad van Weert. Na de Tweede Wereldoorlog vond er ook planmatige uitbreiding van de wijk plaats, in het zuiden van de wijk tegen het ziekenhuis aan.

## Biestkermis
De Biestkermis is een van de oudste kermissen die in Weert gehouden worden. Zij is ontstaan uit de jaarlijkse processie van het patersklooster. Tegenover de ingang van het klooster werden kraampjes opgesteld, waar souvenirs en versnaperingen kon kopen. Ook waren er verschillende kermisattracties. Na de opening van de brug werd de kermis flink uitgebreid. Hierdoor werd het de kermis van de drie gehuchten Biest, Laar en Leuken. In 1986 stopte men met het houden van de Biestkermis, maar sinds 2000 wordt de kermis weer gehouden.

## Onderwijs in de wijk
In de Biest is zowel basisonderwijs als voortgezet onderwijs beschikbaar. In 2009 is Basisschool Aan De Bron verhuisd naar de nieuwbouw aan de Maaslandlaan en er is een grote sporthal gekomen. De nieuwe school is een grote basisschool, waar kinderen uit verschillende wijken van Weert komen.
Verder ligt de grootste middelbare school van Weert in de wijk, namelijk de Philips van Horne SG. Deze school biedt onderwijs op alle niveaus, van vmbo tot vwo. Veel leerlingen van deze school komen met de fiets naar school en dit zorgt voor veel verkeersdrukte en opstoppingen.

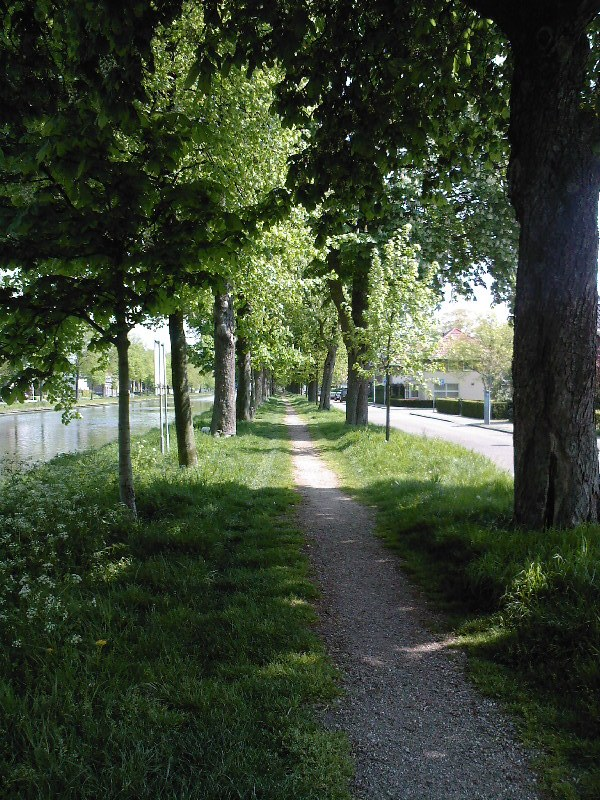
Verliefdenlaantje

## Verliefdenlaantje
In het noorden van de wijk ligt de Minderbroederslaan. Het laantje tussen de Minderbroederslaan en de Zuid-Willemsvaart wordt ook wel het verliefdenlaantje genoemd. Dit laantje, met afwisselend kastanjebomen en lindebomen, is een uitstekende plaats voor verliefde stelletjes om een stukje te wandelen. Tegenwoordig zitten er ook vaak jongeren op de bankjes in het laantje. Dit leidt tot klachten van buurtbewoners over het harde geluid van brommers van de jongeren of over jongeren, die vernielingen aanrichten of in drugs handelen.
De afgelopen jaren gaat het steeds slechter met de bomen op het laantje. Veel oude bomen zijn ziek en waaien bij storm om. Daarom worden er de laatste jaren geregeld nieuwe bomen aangeplant.

## Fotogalerij

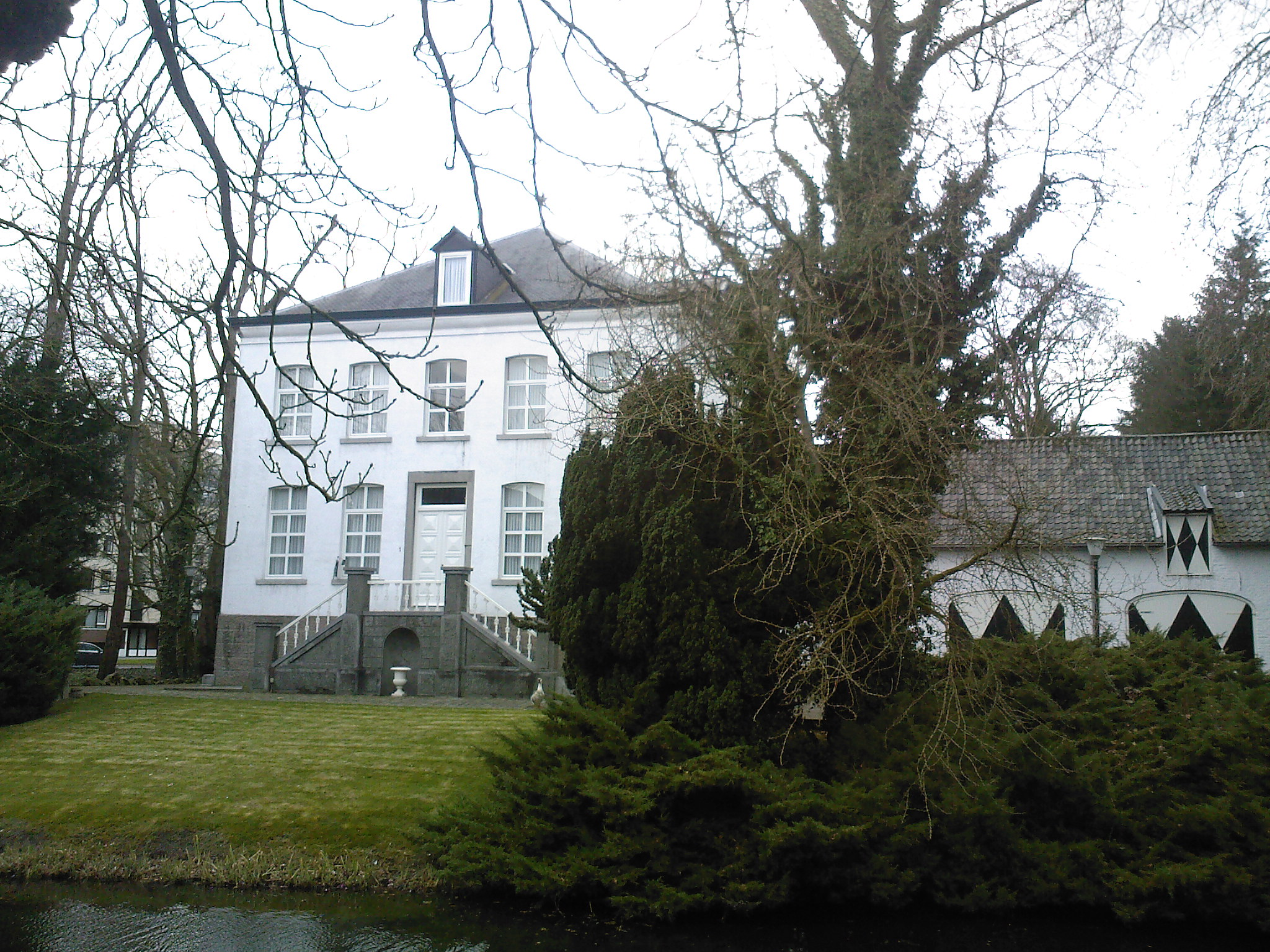
Kasteel Nijenborgh
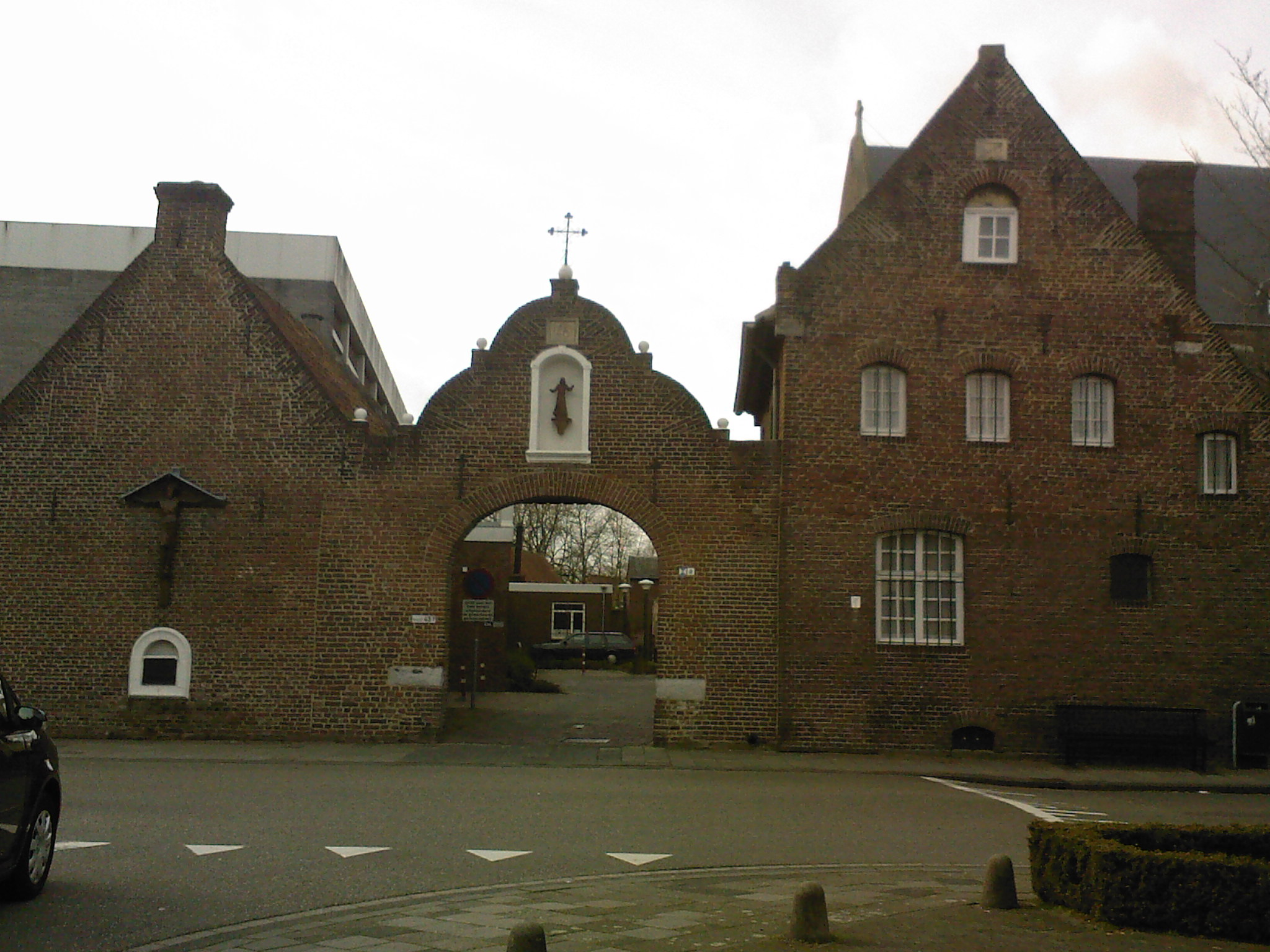
Ingang Franciscaner Klooster
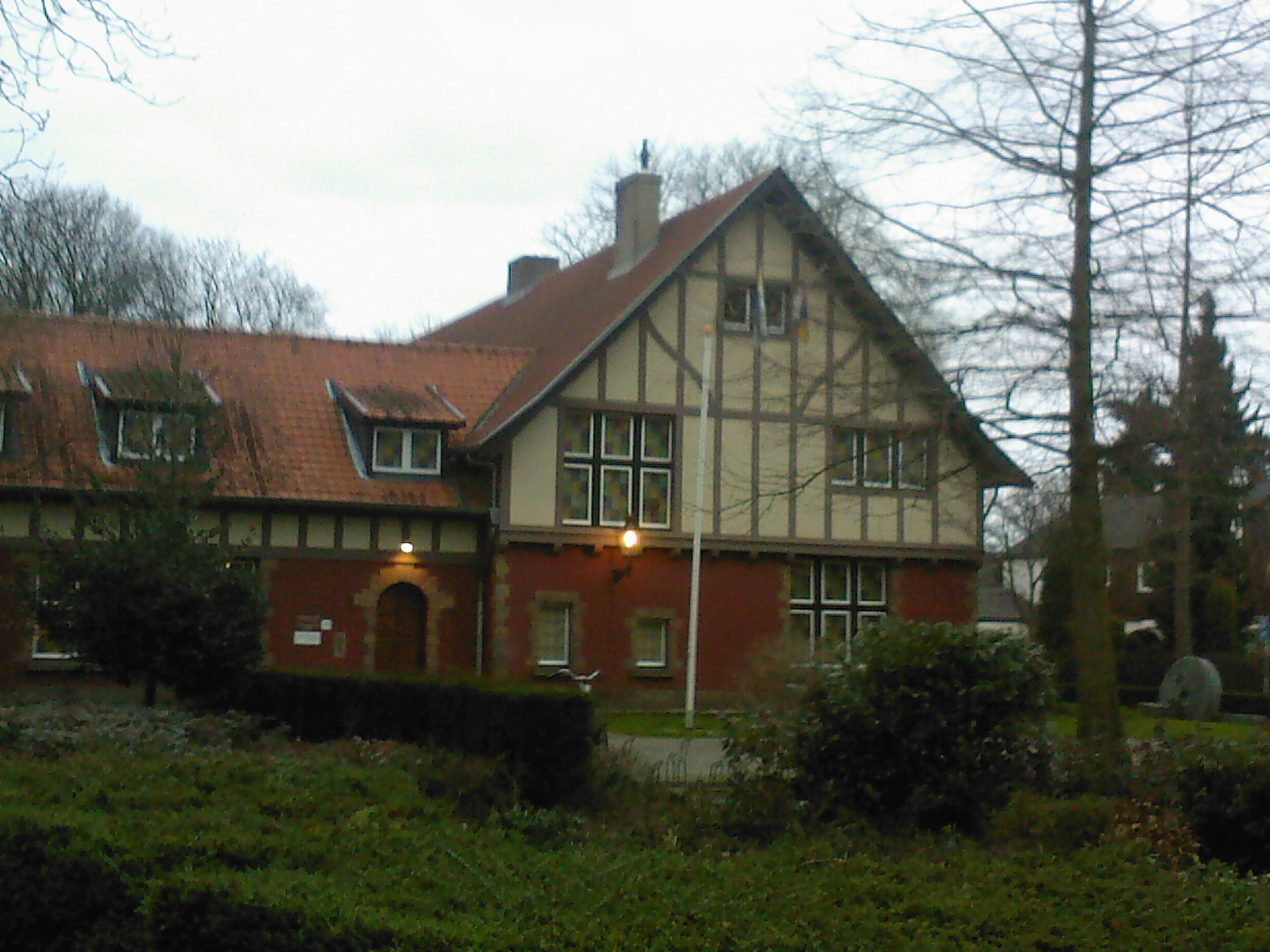
Tiendschuur
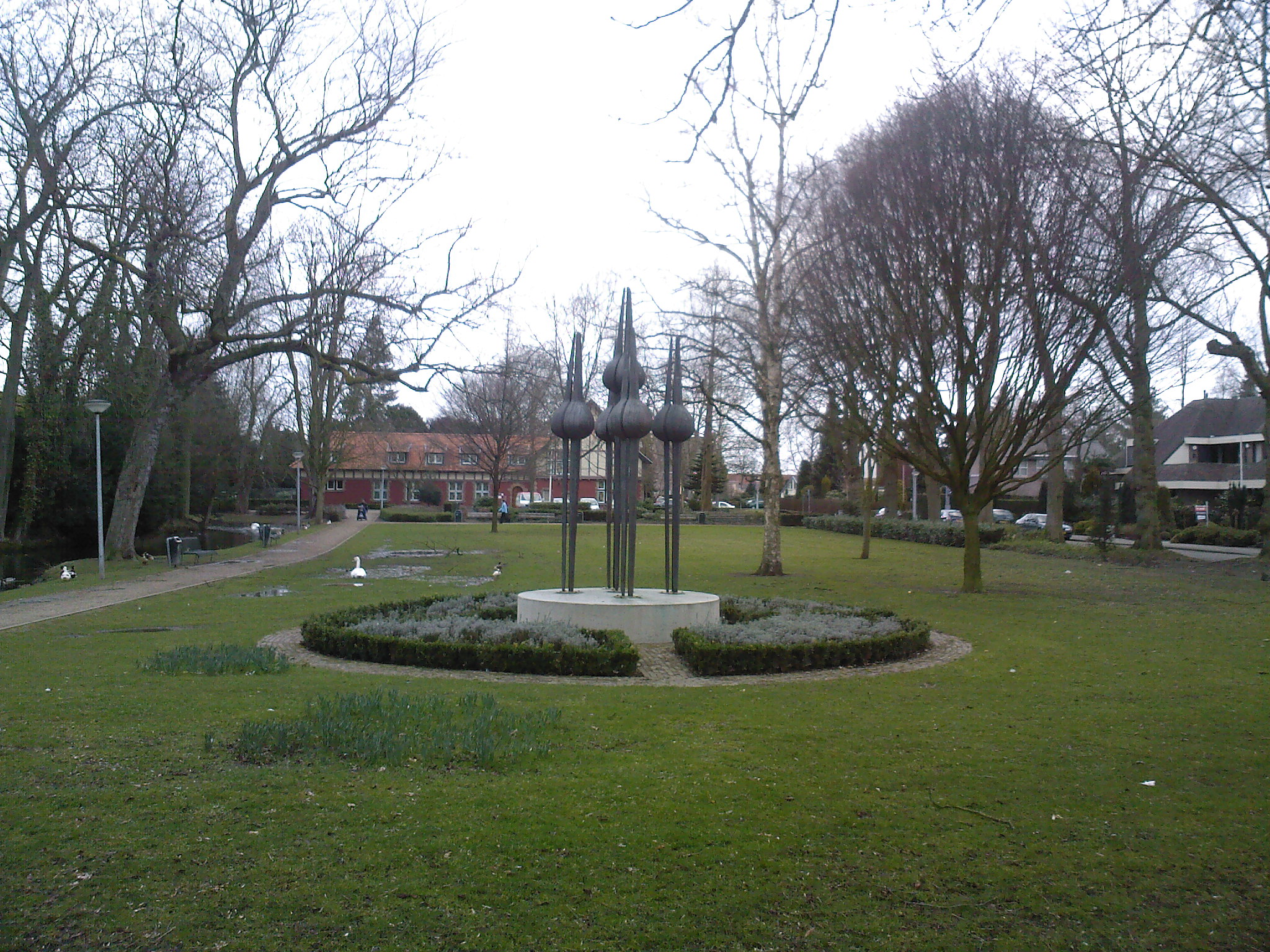
Stadspark

## Voetnoten
1. 1 2  Tabel: Bevolking; maandcijfers per gemeente en overige regionale indelingen, 1 januari 2023, Centraal Bureau voor de Statistiek, Voorburg/Heerlen

Stad: Weert

Kerkdorpen: Altweerterheide · Laar · Stramproy · Swartbroek · Tungelroy 

Buurtschappen: Altweert · Bosven · Breyvin · Castert · Crixhoek · De Berg · De Boberden · De Horst · Dijkerstraat · Hei · Houtbroek · Hushoven · Oud-Boshoven · Rietbroek · Vlootkant · Wisbroek

Woonwijken: Boshoven (Vrakker · Oda · Oud-Boshoven) · Laarveld · Molenakker · Kampershoek · Fatima · Weert-Centrum · Biest · Groenewoud · Leuken (Vrouwenhof · Leuken-Noord) · Keent (Parkhof) · Moesel · Graswinkel · Rond de Kazerne (Altweert · Boshoverbeek) 

Limburg: Steden en dorpen      Nederland: Provincies · Gemeenten